# Нейроінженерія

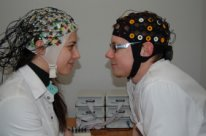
Дослідження нейрокомп'ютерного інтерфейсу. Передача думки через сигнали мозку.

Нейронна інженерія (також відома як нейроінженерія) — дисципліна в біомедичній інженерії, яка використовує нейронаукові та інженерні методи й підходи для розуміння, відновлення, заміни, покращення або використання властивостей нейронних мереж та систем, а також для розробки рішень для нейрореабілітації після захворювань, травм та станів, пов’язаних з неврологічними обмеженнями та дисфункцією.
Нейроінженерія поєднує в собі принципи нейронауки, біології, інженерії та біоінженерії, нейроінформатики та неврології. Метою нейронної інженерії є розробка нових методів лікування та технологій, які можуть лікувати або пом’якшувати неврологічні та психіатричні розлади, відновлювати або посилювати сенсорні та моторні функції та покращувати взаємодію людини з машиною.

## Огляд
Галузь нейронної інженерії спирається на галузі обчислювальної нейронауки, експериментальної нейронауки, неврології, електротехніки та обробки сигналів живої нервової тканини та охоплює елементи робототехніки, кібернетики, комп’ютерної інженерії, біоінформатики, інженерії нервової тканини, матеріалознавства та нанотехнологій.
Основні цілі в цій галузі включають відновлення та посилення функцій людини шляхом прямої взаємодії між нервовою системою та штучними пристроями.
Значна частина поточних досліджень зосереджена на розумінні кодування та обробки інформації в сенсорних і моторних системах, кількісному визначенні того, як ця обробка змінюється в патологічному стані, і як нею можна маніпулювати за допомогою взаємодії зі штучними пристроями, включаючи інтерфейси мозок-комп’ютер і нейропротези.
Інші дослідження більше зосереджені на дослідженні шляхом експерименту, включаючи використання нейронних імплантатів.
Методиками відновлення пошкодженної нервової тканини чи її оптимізації займається ще одна галузь біомедичної інженерії — тканинна інженерія, а саме — інженерія нервової тканини.
Нейрогідродинаміка — це розділ нейрофізики та нейроінженерії, який зосереджується на гідродинаміці нервової системи.

## Історія
Оскільки нейроінженерія є відносно новою галуззю, інформація та дослідження, пов’язані з нею, порівняно обмежені, хоча це швидко змінюється. 
Хоча ще в 1960-х були перші подібні експерименти. Пол Бах-і-Ріта показав, що різні ділянки нашого мозку можуть реорганізовуватись для компенсації різних сенсорних областей, пошкоджених інсультом. Він створив прилади, які дозвляли сліпим людям "бачити" спиною, а паціентам з пошкодженим вестибулярним апаратом утримувати рівновагу.
Перші журнали, спеціально присвячені нейроінженерії, The Journal of Neural Engineering та The Journal of NeuroEngineering and Rehabilitation, обидва вийшли в 2004 році. 
Міжнародні конференції з нейронної інженерії проводяться IEEE з 2003 року.

## Основи
Основи нейроінженерії включають взаємозв’язок нейронів, нейронних мереж і функцій нервової системи з кількісно визначеними моделями, щоб допомогти розробці пристроїв, які могли б інтерпретувати та контролювати сигнали мозку, та виробляти цілеспрямовані реакції.

### Нейронаука

Сигнали мозку на рівні нейронів та їх синапсів

Сигнали мозку — відчуття, рухи, думки та гомеостаз організму загалом — це направленні електро-магнітно-хімічно-оптично імпульси, що передаються по мережі нейронних відростків. Наразі невідомо чим конкретно обумовлено кваліа сигналів мозку, та нейронна активність (деполяризація мембрани) значно корелює з кваліа, та ознаками свідомості, як у тварин, так і у людей.
Нейрони є основною функціональною одиницею нервової системи та є вузькоспеціалізованими клітинами, які здатні генерувати і передавати сусіднім нейронам чи інших клітинам ці сигнали. Нейрони мають особливі електрохімічні властивості, які дозволяють їм обробляти інформацію, а потім передавати цю інформацію іншим клітинам. Активність нейронів залежить від їх потенціалу мембрани та змін, які відбуваються навколо нейронів. 

Анімація потенціалу дії

Постійна напруга, відома як мембранний потенціал, зазвичай підтримується певними концентраціями специфічних іонів (Na, K, Ca та ін.) на мембранах нейронів. Порушення або коливання цієї напруги створюють дисбаланс та може змінити поляризацію на мембрані. Деполяризація мембрани, що перевищує її пороговий потенціал, створює потенціал дії, який є основним джерелом передачі сигналу, відомого як нейротрансмісія нервової системи. Потенціал дії призводить до каскаду іонного потоку вниз і через аксональну мембрану, створюючи ефективну серію стрибків напруги або «електричний сигнал», який може передавати подальші електричні зміни в інші клітини. Сигнали можуть генеруватися електричними, хімічними, магнітними, оптичними та іншими формами стимулів, які впливають на потік зарядів і, отже, на рівні напруги на нейронних мембранах.

### Інженерія
Інженери використовують кількісні інструменти, які можна використовувати для розуміння та взаємодії зі складними нейронними системами. Методи вивчення та генерування хімічних, електричних, магнітних і оптичних сигналів, що відповідають за потенціали позаклітинного поля та синаптичну передачу в нервовій тканині, допомагають дослідникам у модуляції активності нервової системи. 
Щоб зрозуміти властивості активності нейронної системи, інженери використовують методи обробки сигналів і обчислювальне моделювання. Щоб обробити ці сигнали, нейроінженери повинні перетворити напруги на нейронних мембранах у відповідний код, процес, відомий як нейронне кодування. Сфера дослідження нейронного кодування — як мозок кодує прості команди у формі центральних генераторів шаблонів (CPG), векторів руху, внутрішньої моделі мозочка та соматотопічних карт для розуміння рухів і сенсорних явищ.
Для запису цих сигналів напруги використовуються різні методи. Вони можуть бути внутрішньоклітинними або позаклітинними. Позаклітинні методи передбачають одноблокові записи, потенціали позаклітинного поля та амперометрію.

## Області застосування

### Нейромеханіка
Нейромеханіка — це поєднання нейробіології, біомеханіки та робототехніки. Дослідники використовують передові методи та моделі для вивчення механічних властивостей нервових тканин та їхнього впливу на здатність тканин протистояти й генерувати силу та рухи, а також їхню вразливість до травматичного навантаження. Ця область дослідження зосереджена на перетворенні інформації між нервово-м’язовою та кістковою системами для розробки функцій і керівних правил, що стосуються роботи та організації цих систем. Нейромеханіку можна моделювати шляхом підключення обчислювальних моделей нейронних ланцюгів до моделей тіл тварин, розташованих у віртуальних фізичних світах.
Експериментальний аналіз біомеханіки, включаючи кінематику та динаміку рухів, процес і шаблони моторного та сенсорного зворотного зв’язку під час рухових процесів, а також схему та синаптичну організацію мозку, відповідального за руховий контроль, — усе це зараз досліджується, щоб зрозуміти складність руху тварин. Лабораторія доктора Мішель Лаплака в Технологічному інституті Джорджії бере участь у вивченні механічного розтягування клітинних культур, деформації зсуву планарних клітинних культур і деформації зсуву тривимірних матриць, що містять клітини. Розуміння цих процесів супроводжується розробкою моделей функціонування, здатних характеризувати ці системи в умовах замкнутого циклу зі спеціально визначеними параметрами.
Вивчення нейромеханіки спрямоване на вдосконалення методів лікування фізіологічних проблем зі здоров’ям, що включає оптимізацію конструкції протезів, відновлення рухів після травми, а також проектування та керування мобільними роботами.

### Нейромодуляція
Основні статті — Нейрореабілітація, Нейромодуляція.
Нейромодуляція спрямована на високоточне лікування захворювань або травм нервової системи, шляхом використання технологій медичних пристроїв, які посилюють або пригнічують активність нервової системи, та за допомогою доставки фармацевтичних агентів, електричних сигналів або інших форм енергетичних стимулів для відновлення балансу в ушкоджених областях мозку. Дослідники в цій галузі стикаються з проблемою пов’язати досягнення в розумінні нейронних сигналів з досягненнями в технологіях доставки та аналізу цих сигналів з підвищеною чутливістю, біосумісністю та життєздатністю в схемах замкнутого циклу в мозку, щоб можна було створювати нові методи лікування та клінічні застосування для лікування тих, хто має нервові пошкодження різного роду. Нейромодулятори можуть коригувати дисфункцію нервової системи, пов’язану з хворобою Паркінсона, тремором, хворобою Туретта, хронічним болем, важкою депресією та, зрештою, епілепсією.
Нейромодуляція зосереджена лише на лікуванні дуже специфічних областей мозку, на відміну від системного лікування, яке може мати побічні ефекти на організм. Нейромодуляторні стимулятори, такі як масиви мікроелектродів, можуть стимулювати та записувати функцію мозку, а з подальшими вдосконаленнями мають стати регульованими та чуйними пристроями доставки ліків та інших стимулів. 

### Нейровізуалізація
Методи нейровізуалізації використовуються для дослідження активності нейронних мереж, а також структури та функцій мозку.

#### Технології нейровізуалізації

Магнітно-резонансна томографія (МРТ) головного мозку, яка одночасно демонструє прогресивні зрізи в поперечній, сагітальній і фронтальній площинах.

- Магнітно-резонансна томографія (МРТ) головного мозку, яка одночасно демонструє прогресивні зрізи в поперечній, сагітальній і фронтальній площинах.Магнітно-резонансна томографія (МРТ): МРТ — це неінвазивний метод візуалізації, який використовує сильне магнітне поле, радіохвилі та комп’ютерну обробку для отримання детальних зображень мозку та інших частин тіла.
- Комп’ютерна томографія (КТ): КТ – це тип медичного зображення, який використовує рентгенівські промені та комп’ютерну обробку для створення детальних зображень мозку та інших частин тіла.
- Позитронно-емісійна томографія (ПЕТ): ПЕТ-сканування використовує невелику кількість радіоактивного матеріалу та спеціальну камеру для отримання зображень мозку та інших частин тіла.
- Магнітоенцефалографія[en] (МЕГ): МЕГ — це неінвазивна техніка візуалізації, яка використовує магнітні датчики для вимірювання магнітних полів, створених мозком, що дозволяє дослідникам відображати мозкову активність у режимі реального часу.

Електроенцефалограма (ЕЕГ), 62 канали

- Електроенцефалограма (ЕЕГ), 62 каналиЕлектроенцефалографія (ЕЕГ): ЕЕГ — це неінвазивний метод візуалізації, який реєструє електричну активність мозку за допомогою електродів, розміщених на шкірі голови.

ФМРТ людського мозку високої роздільної здатності

- ФМРТ людського мозку високої роздільної здатностіФункціональна магнітно-резонансна томографія (фМРТ): фМРТ — це тип МРТ, який досліджує зміни кровотоку в ділянках мозку, щоб зробити висновок про зміни нейронної активності, що дозволяє дослідникам скласти карту функціональної організації мозку.
- Дифузійна МРТ, або Дифузійна тензорна візуалізація (ДТВ): ДТВ – це тип МРТ, який використовує дифузію молекул води для створення зображень шляхів білої речовини в мозку, надаючи інформацію про зв’язок і цілісність зв’язків мозку.Дифузійна тензорна візуалізація (ДТВ) головного мозку. (Університет Джона Хопкінса)

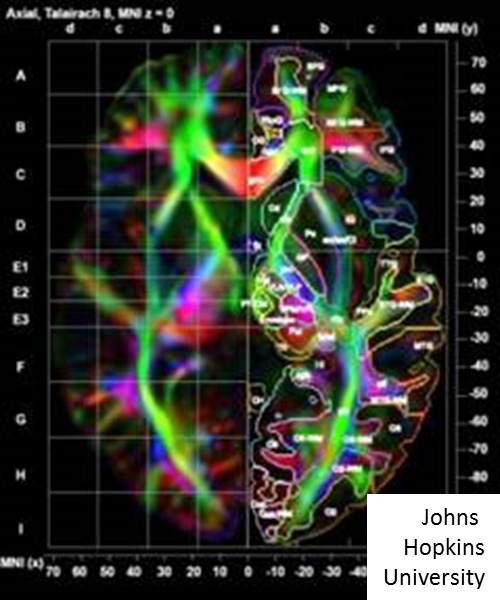
Дифузійна тензорна візуалізація (ДТВ) головного мозку. (Університет Джона Хопкінса)

- Оптична візуалізація: методи оптичної візуалізації, такі як оптична когерентна томографія (ОКТ) і ближня інфрачервона спектроскопія (NIRS), використовують світло для зображення мозку та надання інформації про структуру та функції мозку.
- Однофотонна емісійна комп'ютерна томографія — метод радіонуклідної діагностики, принцип якого полягає в отримуванні серії двовимірних сцинтиграм при програмно керованому обертанні одного чи декількох детекторів томографа навколо осі тіла пацієнта. При цьому застосовують радіонукліди, що випромінюють один гамма-квант на один радіоактивний розпад.

### Нейронні мережі
Вчені можуть використовувати експериментальні спостереження нейронних систем і теоретичні та обчислювальні моделі цих систем для створення нейронних мереж, сподіваючись моделювати нейронні системи якомога реалістичніше. Нейронні мережі можна використовувати для аналізу, щоб допомогти розробити додаткові нейротехнологічні пристрої. Зокрема, дослідники займаються аналітичним або скінченно-елементним моделюванням, щоб визначити контроль нервової системи за рухами та застосовують ці методи, щоб допомогти пацієнтам із травмами або розладами мозку. Штучні нейронні мережі можуть бути побудовані з теоретичних і обчислювальних моделей і реалізовані на комп’ютерах з теоретичних рівнянь пристроїв або експериментальних результатів спостережуваної поведінки нейронних систем. Моделі можуть представляти динаміку концентрації іонів, кінетику каналів, синаптичну передачу, обчислення одного нейрона, метаболізм кисню або застосування теорії динамічних систем. Збірка шаблону на основі рідини була використана для розробки 3D нейронних мереж із засіяних нейронами мікроносіїв.

### Нейроінтерфейси
Нейронні інтерфейси є основним елементом, який використовується для вивчення нейронних систем і покращення або заміни нейронних функцій спеціально розробленими пристроями. Перед інженерами стоїть завдання розробити електроди, які можуть вибірково записувати дані, щоб збирати інформацію про діяльність нервової системи та стимулювати певні ділянки нервової тканини для відновлення функцій цієї тканини. Матеріали, які використовуються для цих пристроїв, повинні відповідати механічним властивостям нервової тканини, в яку вони поміщені, і не пошкоджувати оточуюючі тканини. 
Оптичні нейронні інтерфейси включають оптичні записи та оптогенетику, роблячи певні клітини мозку чутливими до світла, щоб модулювати їхню активність. Волоконну оптику можна імплантувати в мозок, щоб збуджувати або гальмувати цільові нейрони за допомогою світла, а також реєструвати активність фотонів — проксі нейронної активності — замість використання електродів. Двофотонна мікроскопія збудження може вивчати живі нейронні мережі та комунікаційні події між нейронами.

#### Інтерфейси мозок–комп’ютер

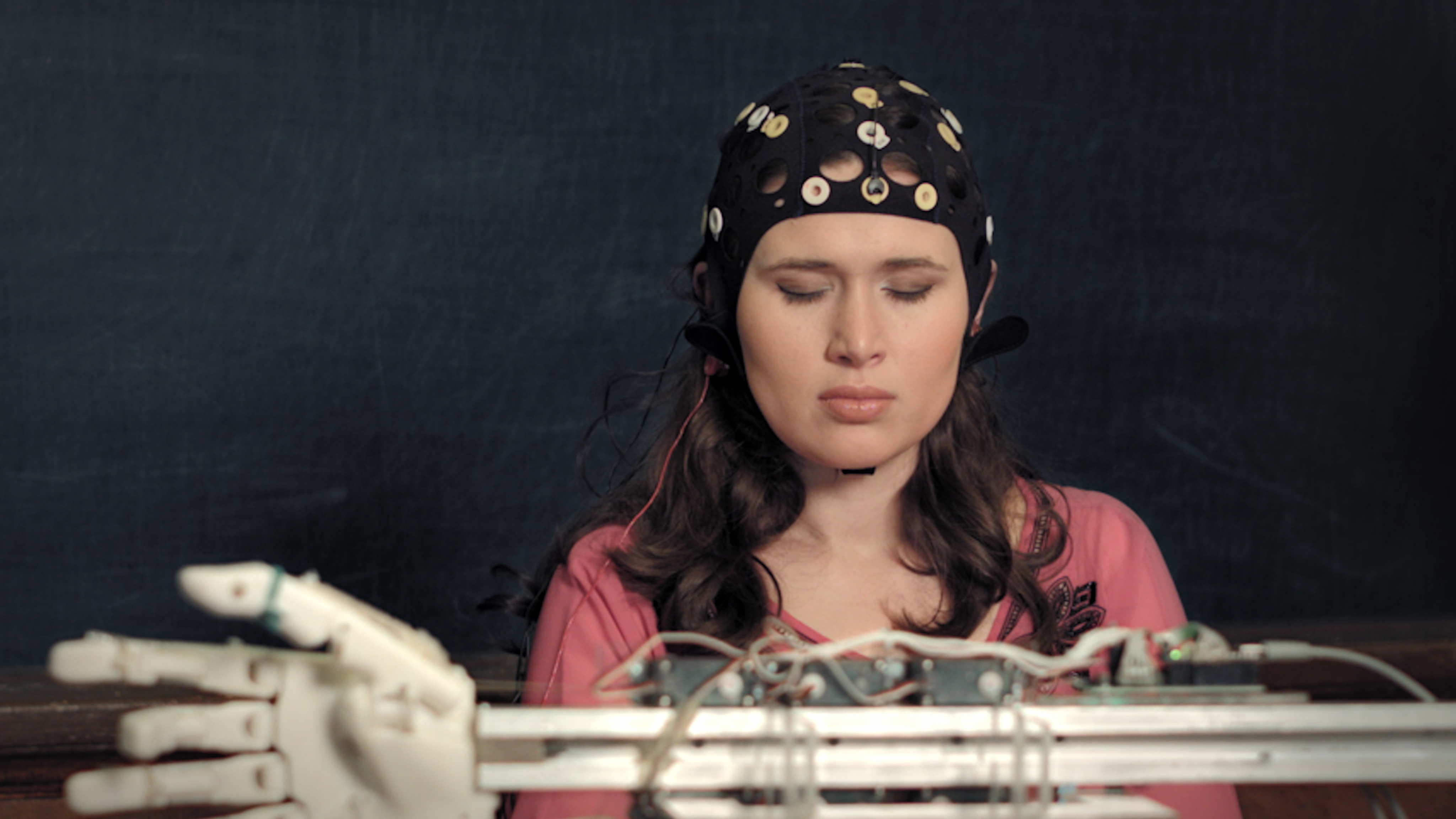
Нейрокомп'ютерний інтерфейс. Управління пластиковою рукою за допомогою думки.

Основна стаття — Нейрокомп'ютерний інтерфейс.
Інтерфейси «мозок–комп’ютер» прагнуть безпосередньо спілкуватися з нервовою системою людини для моніторингу та стимулювання нейронних ланцюгів, а також для діагностики та лікування внутрішньої неврологічної дисфункції. Глибока стимуляція мозку є значним прогресом у цій галузі, який особливо ефективний у лікуванні рухових розладів, таких як хвороба Паркінсона, завдяки високочастотній стимуляції нервової тканини для придушення тремтіння (Лега та ін. 2011).

### Нейропротезування
Основна стаття — Нейропротезування.

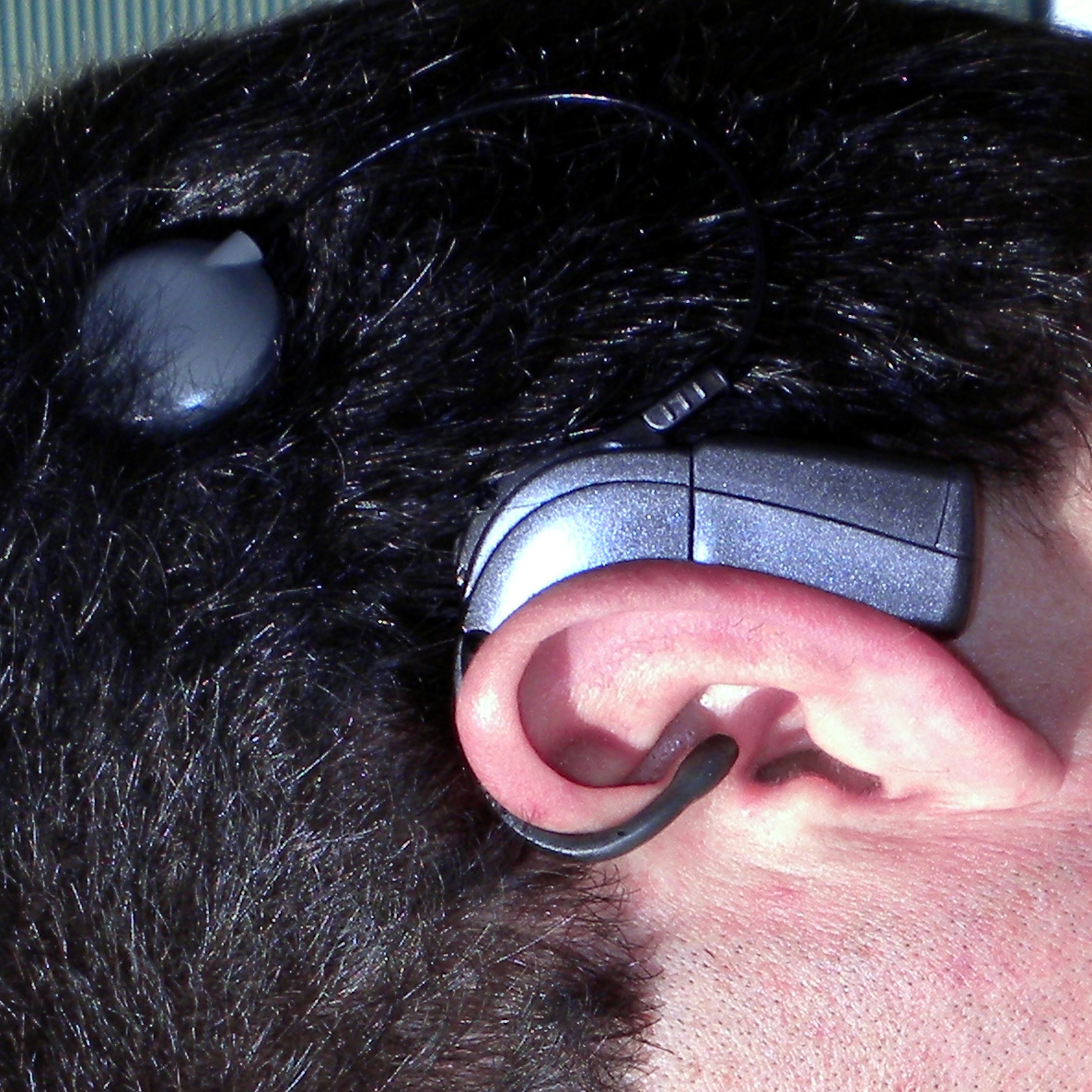
Кохлеарний імплантант

Нейропротези – це пристрої, здатні доповнювати або замінювати відсутні функції нервової системи шляхом стимуляції нервової системи та реєстрації її активності. Електроди, які вимірюють збудження нервів, можуть інтегруватися з протезами та сигналізувати їм про виконання функції, передбаченої переданим сигналом. Сенсорні протези використовують штучні датчики для заміни нейронних даних, які можуть бути відсутні в біологічних джерелах. Для цього потрібен перманентний, безпечний, штучний інтерфейс із нейронною тканиною.  
Прикладом сенсорних протезів є кохлеарний імплант, який відновлює слух глухим. Зоровий протез для відновлення зорових можливостей незрячих перебуває ще на більш елементарних стадіях розробки. Рухові протези - це пристрої, пов'язані з електричною стимуляцією біологічної нервово-м'язової системи, яка може замінити механізми управління головного або спинного мозку. 
Розумні протези можуть бути розроблені для заміни відсутніх кінцівок, керованих нейронними сигналами, шляхом пересадки нервів з кукси людини з ампутованими кінцівками до м’язів. Сенсорні протези забезпечують сенсорний зворотний зв'язок шляхом перетворення механічних подразників з периферії в закодовану інформацію, доступну нервовій системі. Електроди, розміщені на шкірі, можуть інтерпретувати сигнали, а потім контролювати протезну кінцівку. Це протезування було дуже успішним.
Функціональна електростимуляція (ФЕС) - це система, спрямована на відновлення рухових процесів, таких як стояння, ходьба, захоплення рук.

### Регенерація нервової тканини
Основні статті — Інженерія нервової тканини, Органоїд.
Регенерація нервової тканини, або нейрорегенерація, має на меті відновити функцію тих ділянок нервової тканини, які були пошкоджені внаслідок ушкоджень, спричинених черепно-мозковою травмою, інсультом тощо. Функціональне відновлення пошкоджених нервів передбачає відновлення безперервного шляху регенерації аксонів до місця іннервації. 
Такі дослідники, як доктор Лаплака з Технологічного інституту Джорджії, прагнуть допомогти знайти лікування для відновлення та регенерації після черепно-мозкової травми та пошкоджень спинного мозку, застосовуючи стратегії тканинної інженерії. Доктор Лаплака вивчає методи поєднання нейронних стовбурових клітин із скелетом на основі протеїну позаклітинного матриксу для мінімально інвазивної доставки в місця ушкоджень. Вивчаючи нервові стовбурові клітини in vitro та досліджуючи альтернативні клітинні джерела, розробляючи нові біополімери, які можна було б використовувати в каркасі, і досліджуючи трансплантати конструктів клітинної або тканинної інженерії in vivo в моделях травматичного ушкодження головного та спинного мозку, лабораторія доктора Лаплака прагне визначити оптимальні стратегії регенерації нерва після травми.

#### Інженерні стратегії відновлення нервової тканини
Інженерні стратегії для відновлення нервової тканини зосереджені на створенні сприятливого середовища для регенерації нервів.

##### Графти (трансплантати)
Переваги трансплантатів аутологічної тканини полягають у тому, що вони походять із природних матеріалів, які мають високу ймовірність біосумісності, одночасно забезпечуючи структурну підтримку нервів, які сприяють адгезії та міграції клітин. Неавтологічна тканина, ацелюлярні трансплантати та матеріали на основі позаклітинного матриксу — це всі варіанти, які також можуть стати ідеальною основою для регенерації нервів . Деякі походять з алогенних або ксеногенних тканин, які повинні поєднуватися з імунодепресантами. Інші включають трансплантати підслизової оболонки тонкої кишки та амніотичної тканини.
Синтетичні матеріали є привабливими варіантами, оскільки їхні фізичні та хімічні властивості зазвичай можна контролювати. Проблема, яка залишається для синтетичних матеріалів, це біосумісність. Було показано, що конструкції на основі метилцелюлози є біосумісним варіантом для цієї мети. AxoGen використовує технологію пересадки клітин AVANCE, щоб імітувати людський нерв. Було показано, що він досягає значущого одужання у 87 відсотків пацієнтів з ушкодженнями периферичних нервів. 

##### Нервові направляючі канали
Нервові направляючі канали – це інноваційні стратегії, спрямовані на більші дефекти, які забезпечують канал для проростання аксонів, що спрямовує ріст і зменшує гальмування росту рубцевою тканиною. Нервові направляючі канали повинні бути легко сформовані в трубопровід бажаних розмірів, стерилізований, стійкий до розривів, простий у обробці та зшиванні. В ідеалі вони деградували б з часом під час регенерації нерва, були б гнучкими, напівпроникними, зберігали свою форму та мали гладку внутрішню стінку, яка імітує стінку справжнього нерва.

##### Біомолекулярні терапії
Для сприяння нейронній регенерації необхідні висококонтрольовані системи доставки. Нейротрофічні фактори можуть впливати на розвиток, виживання, ріст і розгалуження. Нейротрофіни включають фактор росту нервів (NGF), нейротрофічний фактор мозку (BDNF), нейротрофін-3 (NT-3) і нейротрофін-4/5 (NTF-4/5). Іншими факторами є циліарний нейротрофічний фактор (CNTF), фактор росту, отриманий з лінії гліальних клітин (GDNF) і кислотний і основний фактор росту фібробластів (aFGF, bFGF), які сприяють ряду нервових реакцій. Також було показано, що фібронектин підтримує регенерацію нервів після ЧМТ у щурів. Інші методи лікування спрямовані на регенерацію нервів шляхом посилення регуляції генів, пов’язаних з регенерацією (RAG), нейронних цитоскелетних компонентів і факторів антиапоптозу . RAG включають GAP-43 і Cap-23, молекули адгезії, такі як родина L1, NCAM і N-кадгерин. Існує також потенціал для блокування інгібіторних біомолекул у ЦНС через гліальні рубці. Деякі з них наразі вивчаються, це лікування хондроїтиназою ABC та блокуванням NgR, АДФ-рибози.

##### Техніка доставки
Пристрої для доставки повинні бути біосумісними та стабільними in vivo. Деякі приклади включають осмотичні насоси, силіконові резервуари, полімерні матриці та мікросфери. Методи генної терапії також були вивчені для забезпечення тривалого виробництва факторів росту та можуть бути доставлені за допомогою вірусних або невірусних векторів, таких як ліпоплекси. Клітини також є ефективними транспортними засобами для компонентів ECM, нейротрофічних факторів і молекул клітинної адгезії. Клітини нюхової оболонки (OECs) і стовбурові клітини, а також генетично модифіковані клітини використовувалися як трансплантати для підтримки регенерації нервів.

##### Передові методи лікування
Удосконалена терапія поєднує складні канали наведення та численні стимули, які зосереджуються на внутрішніх структурах, які імітують архітектуру нерва, що містить внутрішні матриці поздовжньо розташованих волокон або каналів. Виготовлення цих структур може використовувати низку технологій: магнітне вирівнювання полімерних волокон, лиття під тиском, поділ фаз, виготовлення твердої вільної форми та струменевий полімерний друк.

### Вдосконалення нервової системи
Основні статті — Вдосконалення людини, Посилення інтелекту, Трансгуманізм, Постлюдина.
Удосконалення нервової системи людини або вдосконалення людини за допомогою інженерних методів є ще одним можливим застосуванням нейроінженерії. Вже було показано, що глибока стимуляція мозку покращує запам’ятовування, як відзначають пацієнти, які зараз використовують це лікування неврологічних розладів. Вважається, що методи стимуляції мозку здатні формувати емоції, а також підвищувати мотивацію, зменшувати гальмування тощо за бажанням людини. Етичні проблеми, пов’язані з таким типом людського вдосконалення, — це новий набір питань, з якими нейроінженерам доводиться боротися в міру розвитку цих досліджень.

## Додаткова література

### Книги
- Brain-Inspired Computing: From Neuroscience to Neuromorphic Electronics driving new forms of Artificial Intelligence. / Mapelli Jonathan; Indiveri Giacomo; Arleo Angelo, 2022. — Frontiers Media SA. ISBN 978-2-88974-608-8. doi:10.3389/978-2-88974-608-8.
- Mardal Kent-André; Rognes Marie E.; Thompson Travis B.; Valnes Lars Magnus (2022). Mathematical Modeling of the Human Brain: From Magnetic Resonance Images to Finite Element Simulation. (англ.) 10. Cham: Springer Nature. ISBN 978-3-030-95135-1.
- Vinjamuri Ramana, ред. (9 вересня 2020). Advances in Neural Signal Processing (англ.). IntechOpen. ISBN 978-1-78984-113-8.
- He Bin, ред. (2020). Neural Engineering (англ.). Cham: Springer International Publishing, Springer Nature. ISBN 978-3-030-43394-9.
- Kennedy Henry; Van Essen David C.; Christen Yves, ред. (2016). Micro-, Meso- and Macro-Connectomics of the Brain. Research and Perspectives in Neurosciences (англ.). Cham: Springer International Publishing. ISBN 978-3-319-27776-9.
- Neural Engineering: Computation, Representation, and Dynamics in Neurobiological Systems. / Chris Eliasmith and Charles H. Anderson (2003).

### Журнали
- Journal of Neural Engineering
- Journal of NeuroEngineering and Rehabilitation
- Journal of Tissue Engineering
- Frontiers in NeuroInformatics
- Neurocomputing
- Brain Informatics
- Neural Computation
- Brain Imaging and Behavior
- Frontiers in Systems Neuroscience
- Experimental Neurobiology
- Neural Networks
- Cognitive Neurodynamics